# Mosteiro de Timotesubani

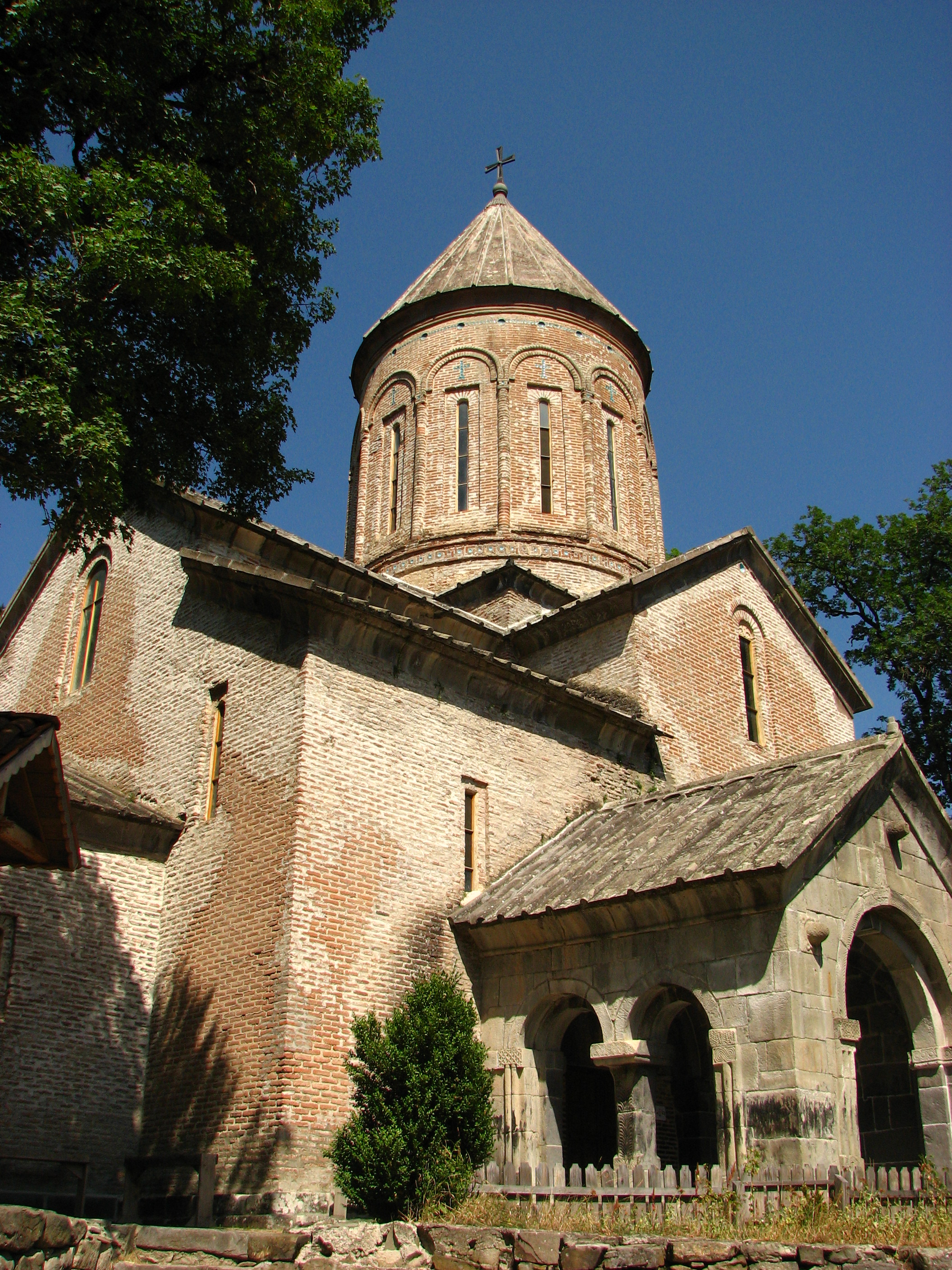
Mosteiro de Timotesubani

O mosteiro de Timotesubani (em georgiano:  ტიმოთესუბანი)  é um complexo medieval cristão ortodoxo localizado na cidade de mesmo nome em Borjomi Gorge, região de Mesquécia-Javaquécia, na Geórgia.

## História
O complexo consiste em uma série de estruturas construídas entre os séculos XI e XVIII, das quais a Igreja da Dormição é o maior edifício e artisticamente extraordinário construído durante a "Idade de ouro" da Geórgia medieval sob as ordens da rainha Tamara (r. 1184-1213). Uma inscrição contemporânea comemora o nobre georgiano Shalva de Akhaltsikhe como patrono da igreja.

## Arquitectura
É uma igreja em cruz com uma cúpula construída em pedra rosa, com três absides projetando em direção ao leste. Sua cúpula repousa sobre os dois pilares e prateleiras do altar, colocados livremente. Posteriormente, os portais oeste e sul foram adicionados. 
O interior foi pintado em afresco, pelo menos, a partir de 1220. Os murais de Timotesubani são conhecidos por sua vivacidade e iconografia. E. Privalova e seus colegas limparam e estudaram esses afrescos na década de 1970 e os enviaram. para tratamento de emergência e conservação com a ajuda do World Monuments Fund e da Samuel H. Kress Foundation nos anos 2000.